# أليسيا ويلسون
أليسيا ويلسون (بالإنجليزية: Alicia Wilson)‏ (19 ديسمبر 1979 بجامايكا - ) هي لاعبة كرة قدم جامايكية في مركز الدفاع. شاركت مع منتخب جامايكا الوطني لكرة القدم للسيدات. أما مع النوادي، فقد لعبت مع ناتدبيرنوفيلاغ ريكيافيكور.

## وصلات خارجية
- أليسيا ويلسون على موقع قاعدة بيانات كرة القدم.إي يو (الإنجليزية)
- أليسيا ويلسون على موقع Soccerway.com (الإنجليزية)